# Chaetopleurophora spinosa
Chaetopleurophora spinosa är en tvåvingeart som beskrevs av Schmitz 1935. Chaetopleurophora spinosa ingår i släktet Chaetopleurophora och familjen puckelflugor. Inga underarter finns listade i Catalogue of Life.